# Krasnyje Doma
Krasnyje Doma (ros. Красные Дома) – wieś (sieło) w Rosji, w obwodzie samarskim, w rejonie jełchowskim. W 2010 liczyła 839 mieszkańców.